# Кловіс (культура)

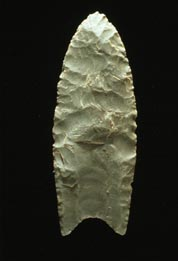
Жолобковий наконечник Кловіс

На карті Америки нанесені стоянки, які передували культурі Кловіса.

Культура Кловіс (англ. Clovis culture), інколи культура Льяно або Яно (Llano) — археологічний культурний комплекс кам'яної доби Північної та Центральної Америки. Культура отримала свою назву від назви містечка Кловіс у штаті Нью-Мексико, де в 1932 році були знайдені перші зразки інструментів цього культурного комплексу.
Визначальним виробом культури є наконечник метального знаряддя з увігнутою основою й поздовжнім жолобом на кожній стороні, що доходить до середини леза. Зразки знаряддя Кловіс зустрічаються майже на всій території Північної Америки, окремі знахідки зроблені в Центральній та Південній Америці. Матеріал культури Кловіс зафіксований на відкритих стоянках і в місцях, де мисливці вбивали й обробляли туші великих тварин. Радіовуглецеві датування показують, що наконечники Кловіс використовувалися протягом 11 000-10 000 років тому, хоча деякі екземпляри можуть належати до більш раннього часу (наприклад, стоянки біля Блеквотер-Дро). Загалом часи існування культури обмежені 13 000-10 000 років тому.
Наконечники культури Кловіс і супровідні їм предмети належать до найбільш ранніх знарядь в Америці, завдяки чому вони стали основою теорії «короткої хронології» заселення Америки, яка передбачає перехід людей до Америки із Сибіру через Берингову протоку, і вважалася загальноприйнятою протягом більшої частини 20-го століття. Проте цей погляд оспорюється починаючи з 70-х років, через знайдення численних археологічних знахідок, які, як вважається, набагато старші. Прикладами стали, наприклад, Монте-Верде, Медоукрофтське сховище та знахідки в Баттермілк-крик.
Культура Кловіс змінилася численними іншими культурами, такими як культура Фолсом (11 000—9 000 років тому) та інші.
Для пояснення походження культури Кловіс в 1999 році Деннісом Стенфордом була запропонована альтернативна, так звана «солютрейська гіпотеза», яка, проте, залишається дуже спірною. Схожість культури в Європі — солютрейської культури (Кловіс солютрейська, Clovis Solutrean) вказує на ймовірність переходу частини «солютрейців» вздовж краю нетанучого льодовика. Міграція народу солютрейської культури, що, можливо, втікали від народу мадленської культури, була можлива вздовж краю льодовика через Британію, Ірландію, Ісландію, Гренландію і Лабрадор. Солютрейська культура з новаційною технікою обробки кременю загадково зникає близько 15 000 року до н. е. Залишається питанням, як технологічно переважаючі крем'яні вироби «солютрейців» були замінені на кістяні інструменти мадленської культури. Вбачається висновок про вторгнення народу «мадленців» і знищення витонченішої культури місцевих «солютрейців».